# Molasses Act
Der Molasses Act („Melassegesetz“) war ein 1733 vom britischen Parlament verabschiedetes Zollgesetz (6 Geo II. c. 13 nach der Zählung der Statutes at Large), das verschiedene Ein- und Ausfuhrbeschränkungen für die britischen Kolonien in Nordamerika und der Karibik festlegte, insbesondere Zölle auf Melasse.
Das Gesetz kam durch den Druck der britischen Zuckerrohrpflanzer auf den Westindischen Inseln zustande, die sich auf ihrem Hauptabsatzmarkt Neuengland zunehmend der Konkurrenz französischer und niederländischer Pflanzer ausgesetzt sahen und einen Schutzzoll einforderten. Mit dem Molasses Act wurde den amerikanischen Importeuren ein Einfuhrzoll von 6 d/Gallone auf ausländische Melasse auferlegt – mithin rund 100 % des gängigen Warenwerts; ausländischer Rum wurde mit einem Importzoll von 9 d belegt. 
Das Gesetz zeigte jedoch kaum Wirkung, da es systematisch durch Schmuggel umgangen wurde; Rhode Island etwa, die Kolonie, deren Wirtschaft am stärksten von der Rumbrennerei abhängig war, wies nach 1744 überhaupt kein Zollaufkommen aus dem Melasseimport aus. Nach dem Ende des Siebenjährigen Krieges wurde der Molasses Act 1764 durch den so genannten Sugar Act verlängert, der den Einfuhrzoll auf 3 d/Gallone halbierte, doch trafen die britischen Anstrengungen, diesen Zoll tatsächlich einzutreiben, auf massiven Widerstand und waren schließlich einer der Gründe für den Beginn der amerikanischen Revolution. 